# Esquizocelomats
Els esquizocelomats (Schizocoelomata) és qualsevol animal invertebrat que tingui un esquizocel (celoma) és a dir, la cavitat del cos que s'estén entre el tracte digestiu i la musculatura de la paret corporal formada a través de la divisió de la massa mesodèrmica, la capa germinal mitjana en el desenvolupament embrionari.
L'esquizocel es troba en molts animals, incloent els mol·luscs i els cucs anèl·lids. Els esquizocelomats són embriològicament diferents dels enterocelomats (deuteròstoms), en què el celoma sorgeix com una evaginación de l'arquènteron (intestí embrionari).